# Professor Ludovico
O Professor Ludovico Von Pato é um personagem de quadrinhos em forma antropomorfa de pato criado pela Walt Disney Company que surgiu originalmente nos quadrinhos como um tio de Pato Donald nas tiras de Al Taliaferro. Um cientista e inventor com fascinação pelo saber, desde jovem Ludovico tenta obter vários diplomas, em qualquer ciência possível. Apesar de ser extremamente competente, é muito esquecido, projetando sinais de senilidade. Nos quadrinhos ele geralmente visita o Donald e seus sobrinhos Huguinho, Zezinho e Luisinho. Já chegou a competir com o Professor Pardal para verificarem quem era o melhor cientista.
Ele apareceu pela primeira vez no dia 24 de setembro de 1961, quando passou na televisão americana o primeiro show colorido de Walt Disney, chamado "An adventure in color", apresentado por Ludovico. A partir de 1962, ele começou a aparecer regularmente nas histórias em quadrinhos e nos livros produzidos pelos estúdios Disney. Paul Frees era o dublador original do Professor Ludovico até pouco antes de sua morte, em 1986, quando Walker Edminston o substituiu. Corey Burton também foi outro dublador. Todos estes no idioma original, em inglês.
A principal característica do Prof. Ludovico é que ele sabe tudo! Ou, pelo menos, sabe de tudo um pouco. Ele é arqueólogo, inventor, escritor, apresentador de televisão e sabe-se lá quantas coisas mais! Nem tudo, porém, o Prof. Ludovico faz corretamente. Pelo contrário, às vezes até se atrapalha muito. Suas invenções, por exemplo, são famosas por serem tão engenhosas e às vezes tão inúteis quanto as do Professor Pardal. Quando o Prof. Ludovico faz suas expedições arqueológicas ou viagens pelo mundo, o sábio sempre prefere a companhia dos três sobrinhos do Donald, cuja inteligência e vivacidade o ajudam muito durante as aventuras. Ele também costuma ser convencido, pois não hesita em se exibir diante dos familiares quando quer demonstrar seus conhecimentos sobre um determinado assunto.

## História
O Professor Ludovico nasceu em Viena, na Áustria 
Na história Professor Ludovico chega a Patópolis ele é apresentado como um parente da Família Pato vindo de Viena, Áustria, história esta que contou com os desenhos de Tony Strobl. Existe uma outra história de Strobl chamada O Perito Rural onde uma sequência de dois painéis de quadrinhos claramente o coloca como parente da Vovó Donalda. Em outra história do Strobl chamada Barn Dance Doctor, ainda não publicada no Brasil, ela refere-se a ele como seu "primo urbanizado". Em Um Pombo-Correio Não Se Perde, mais uma história em quadrinhos clássica de Strobl, Donalda empresta sua pomba mais inteligente para seu primo Ludovico e o avisa para não deixar que nada de ruim aconteça com ela, sob pena de cortar relações com ele definitivamente, ao que ele responde (traduzido do texto original em inglês): "Ora! Você sabe que pode confiar em mim!", revelando uma relação de proximidade entre eles. Já em Mensagens Do Outro Mundo, Donalda fica preocupada com a saúde mental do professor e exclama carinhosamente "Você precisa de descanso, meu querido!".
Na história O Conto da Árvore, também desenhada por Strobl, há uma cena em que Donald vê os óculos do Professor Ludovico no chão e pensa neles como "os óculos do Tio Ludovico" (traduzido do texto original em inglês). Nessa mesma história, é revelado que Ludovico e Donald possuem antepassados em comum, inclusive um chamado Colombaldo, que quis provar que o mundo era plano. Essa árvore genealógica provavelmente é a mesma do falecido marido da Vovó Donalda, Tomás Reco, avô paterno do Donald - utilizado pelo mesmo Strobl na clássica história O Direito às Tortas, tendo em vista que o tal Colombaldo acima mencionado possui em inglês o mesmo sobrenome de Tomás Reco, qual seja: Duck. Dessa forma, pode-se concluir que talvez Tomás Reco e Ludovico von Pato sejam irmãos por parte de mãe, o que obviamente tornaria Donald sobrinho neto do professor austríaco. Nesse caso, tanto o pai quanto a mãe de Tomás Reco seriam descendentes do geógrafo fracassado Colombaldo.
Don Rosa criou sua própria explicação do porquê Ludovico é tio do Donald, qual seja: ele teria sido ou seria casado com Matilda Mac Patinhas, irmã do Tio Patinhas, e supostamente teria tido um filho com ela que seria, por sua vez, o pai desconhecido de Huguinho, Zezinho e Luisinho, mas ele não foi autorizado a colocá-lo como marido dela em sua "Árvore da Família Pato". O fato é que não existe qualquer indício nem nas antigas tirinhas de Taliaferro e nem nas primeiras histórias em quadrinhos onde o Professor Ludovico aparece que sugira tal relação de parentesco entre ele e Patinhas, o que automaticamente torna insustentável a teoria de Don Rosa, caso se queira manter a consistência conferida ao personagem pelo cartunista que primeiro o desenhou nos gibis, Tony Strobl, o qual desenhou uma outra história chamada O Tesouro do Cuco em cujo final o Ludovico deixa claro que o que liga ele ao Patinhas é uma sólida amizade.

## Aparições em desenhos animados (1980-atual)
O Professor Ludovico apareceu em muitos desenhos da Disney, entre eles Ducktales, Bonkers, Clube do Mickey, A Casa do Mickey Mouse e outros mais. Em todos estes, usa a mesma cor de roupa, com seu inconfundível jaleco de laboratório verde.